# Polybe (Thèbes)
Dans la mythologie grecque, Polybe est un roi de Thèbes en Égypte.
À l'époque de la guerre de Troie, Hélène et Ménélas étant venu rendre visite Polybe à Thèbes, avec Alcandra, sa femme, il leur fit des présents somptueux: « Polybe avait offert deux baignoires à Ménélas, toutes d'argent, dix talents d'or, et deux trépieds ». C'est un véritable trésor que Polype offre a ses hôtes, selon l'historien René Peyrous, Menelas aurait rapporté en lingot près de 400 kg d'or.

## Sources antiques
- Homère, Odyssée [détail des éditions] [lire en ligne], IV, 126-129.